# Tschuktschen-Halbinsel
Die Tschuktschen-Halbinsel (russisch Чуко́тский полуо́стров, auch Чуко́тка Tschukotka) ist eine Halbinsel in Ostsibirien. Sie begrenzt den äußersten Nordosten Russlands und Asiens.

## Größe
Sie gehört zum Autonomen Gebiet der Tschuktschen innerhalb des Föderationskreises Ferner Osten. Ihr Gebiet ist im Wesentlichen auf die Rajons Prowidenija im Süden und Tschukotski im Norden verteilt, die zusammen eine Fläche von 58.120 km² einnehmen und 8915 Einwohner haben (Schätzung vom 1. Januar 2009). Einzige Stadt ist Prowidenija mit einer Bevölkerung von 1970 Einwohnern. Die Tschuktschen-Halbinsel wird vor allem vom Volk der Tschuktschen bewohnt.

## Lage
Im Norden wird die dünn besiedelte Halbinsel von der Tschuktschensee begrenzt. Im Osten erreicht sie am Kap Deschnjow die Beringstraße. Im Süden grenzt sie an das Beringmeer und bildet die nordöstliche Küste des Anadyrgolfs. Im Westen schließt sich das Anadyrgebirge an, dessen Ausläufer auf der Halbinsel selbst das recht niedrige Tschuktschengebirge ist.
Zwar verläuft die Datumsgrenze geopolitischer Gründe wegen zwischen den beiden Diomedes-Inseln östlich der Tschuktschen-Halbinsel; doch befindet sich diese ihren geographischen Koordinaten nach – als einziger Teil Russlands – in der westlichen Hemisphäre. Die Tschuktschen-Halbinsel ist neben Antarktika der einzige Ort, an dem der 180. Längengrad über Festland läuft. Der Schnittpunkt zwischen dem 180. Längengrad und dem nördlichen Polarkreis, der sich nördlich der Stadt Egwekinot befindet, ist mit einem Denkmal in Gestalt einer Erdhalbkugel aus Stahlrohren markiert.

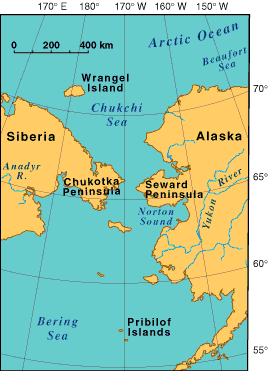
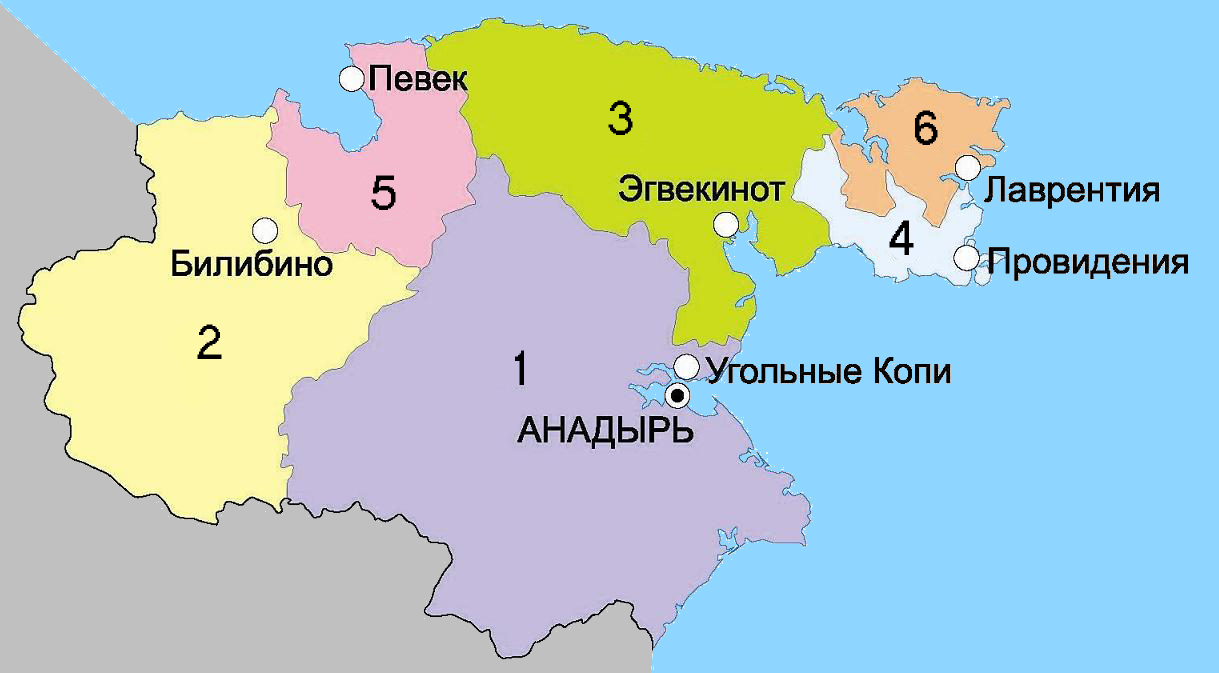
Rajons Prowidenja (4) und Tschukotski (6) sowie östliche Gebiete von Iultinski (3)
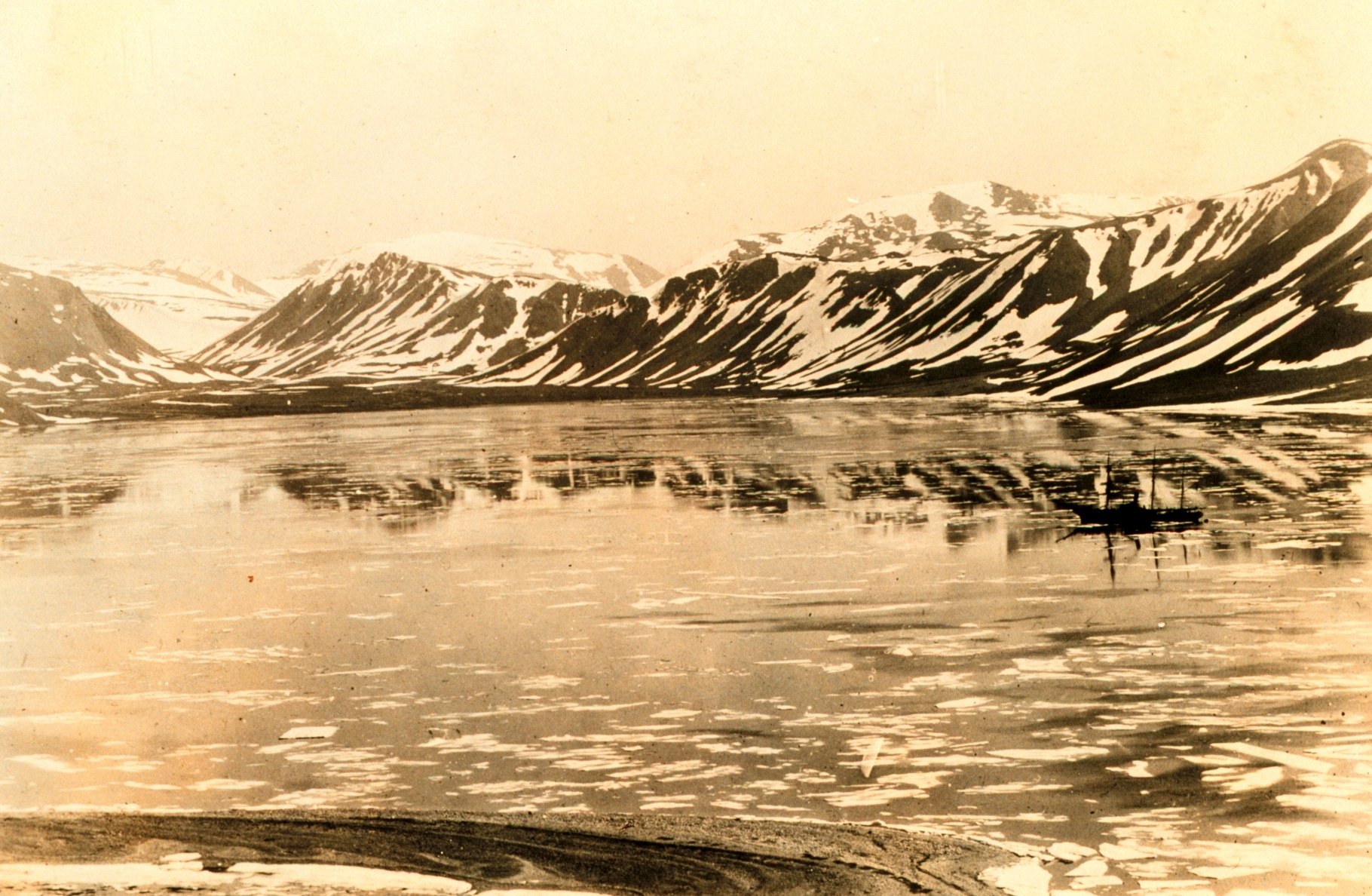
Bucht von Prowidenija (1921)